# Marlin Wick
Marlin Wick (* 24. März 1951 in Oldenburg (Oldb)) ist ein deutscher Synchronsprecher.

## Werdegang
Marlin Wick wurde 1951 in Oldenburg geboren. Nach dem Abitur studierte er Germanistik und Anglistik an der Freien Universität Berlin. Er besuchte danach Fritz Kirchhoffs Schauspielschule „Der Kreis“ in Berlin. Während dieser Zeit war er Volontär beim Berliner Kabarett Die Stachelschweine.

## Synchronsprecher (Auswahl)
Die angegebenen Jahreszahlen betreffen das Erscheinen der Originalfilme.
- 1969: als Kutschenführer in Rauchende Colts (Episode 478: Die Familie Copperton)
- 1984: als Einbrecher in Trio mit vier Fäusten
- 1984–1992: als Sweetums in Die Bill Cosby Show
- 1985: als Polizist in Death Wish 3 – Der Rächer von New York
- 1985–1987: als Wache in Unglaubliche Geschichten
- 1986–1991: als Marshmallow Geist in The Real Ghostbusters
- 1987–1989: als Klunk in Die Sechs-Millionen-Dollar-Familie
- 1988: als Hightower in Police Academy
- 1989–1996: als C 19 in Dragon Ball Z
- 1990–1995: als Dave der Koch in Ausgerechnet Alaska
- 1995–2005: als Lieutenant Zane Lubin in JAG – Im Auftrag der Ehre
- 1996–2005: als Robert Barone in Alle lieben Raymond (etwa 230 Episoden)
- 1997: verschiedene Rollen in Extreme Ghostbusters
- 1997: als Polizist, Fahrer Wagen 47 in Das Fünfte Element
- 1997: als Funkstimme in Dobermann
- 1997: als Chef im Dönerladen in Dobermann
- 1999–2000: als Scorpius in Power Rangers Lost Galaxy
- 2001: als Rare Hunter in Yu-Gi-Oh!
- 2002: als Ceratus in He-Man and the Masters of the Universe
- 2003–2010: als Big Boss in Teenage Mutant Ninja Turtles
- 2005: als Uto in Tarzan 2

## Hörspielsprecher (Auswahl)
- 1994: Alle Träume sind bezahlt. (als Kellner). Regie: Angeli Backhausen (WDR)
- 1994: Ich bin ganz Ohr, aus der Reihe Lateinamerika. (als 5. Patient). Regie: Klaus Mehrländer (WDR)
- 2004: Der verborgene Schatz (2 Teile). (als Der große Muhar). Regie: Burkhard Ax (WDR)
- 2005: Friedhelm aus Trakehnen (2 Teile). Eine Flucht mit Pferd und Wagen (als Ehlert). Regie: Burkhard Ax (WDR)